# Dick van den Noort
Dirk Gerrit (Dick) van den Noort (Kampen, 21 januari 1944 – Velsen, 23 juni 1989) was een Nederlands politicus van de PvdA.
Hij is afgestudeerd in de rechten aan de Vrije Universiteit Amsterdam en ging in 1970 werken bij de directie binnenlands bestuur van het ministerie van Binnenlandse Zaken. In augustus 1974 werd hij de burgemeester van Muntendam en daarnaast was hij van juni 1978 tot april 1979 waarnemend burgemeester van Oude Pekela. In januari 1980 werd Van den Noort de burgemeester van Meppel en vanaf mei 1987 was hij de burgemeester van Velsen. Midden 1989 overleed hij daar tijdens zijn burgemeesterschap op 45-jarige leeftijd aan een hartstilstand. In Muntendam is naar hem het zwembad D.G. Van Den Noortbad vernoemd.